# Rynoltice
Rynoltice település Csehországban, Libereci járásban. Rynoltice Zdislava, Hrádek nad Nisou, Bílý Kostel nad Nisou, Jablonné v Podještědí és Janovice v Podještědí településekkel határos. Lakosainak száma 851 fő (2024. január 1.).

## Népesség
A település lakosságának változását az alábbi diagram mutatja:
| Lakosok száma | 3023 | 2556 | 2049 | 1116 | 793  | 722  | 753  | 784  | 803  | 851  |
|               | 1869 | 1890 | 1921 | 1950 | 1980 | 2001 | 2017 | 2019 | 2022 | 2024 |